# Ernst Nedwed
Ernst Nedwed (* 26. Mai 1929 in Wien; † 24. November 2013) war ein österreichischer Politiker (SPÖ) und Techniker. Nedwed war zwischen 1978 und 1992 Abgeordneter zum Österreichischen Nationalrat.

## Leben
Ernst Nedwed absolvierte nach der Pflichtschule die Höhere Technische Lehranstalt in Wien IV in der Fachrichtung Maschinenbau. Er war in der Folge als Fachbeamter des technischen Dienstes der Stadt Wien tätig, wobei ihm der Titel Ing. verliehen wurde. 

## Politik
Nedwed hatte zwischen 1945 und 1960 verschiedene Funktionen in der Sozialistischen Jugend inne und war von 1962 bis 1969 Personalvertreter und Funktionär der Gewerkschaft der Gemeindebediensteten. Innerparteilich hatte er ab 1968 die Funktion des Bezirksparteivorsitzenden der SPÖ Wien-Fünfhaus inne und war ab 1976 Vorsitzender des Landesbildungsausschusses der SPÖ Wien. Zudem war er ab 1976 Stellvertretender Bundesbildungsobmann der SPÖ. Nedwed vertrat die SPÖ zwischen 1969 und 1978 im Wiener Landtag und Gemeinderat und war vom 21. November 1978 bis zum 28. Jänner 1992 Abgeordneter zum Nationalrat.

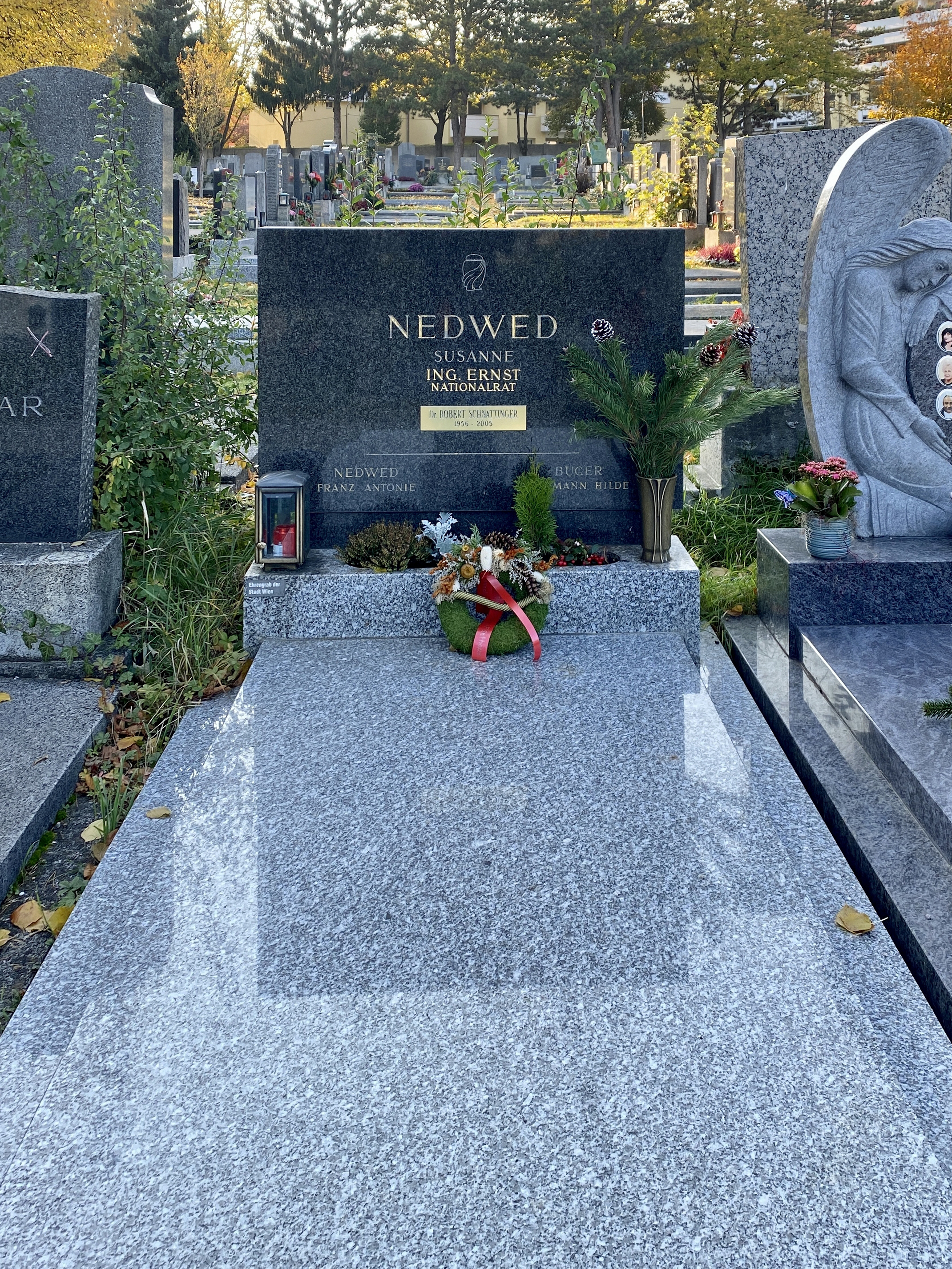
Grabstätte von Ernst Nedwed

Nedwed starb am 24. November 2013 in Wien. Nach der Einäscherung in der Feuerhalle Simmering wurde seine Urne am Südwestfriedhof bestattet.

## Auszeichnungen
- 2015 Benennung der Wohnhausanlage Gablenzgasse 95–99 im 15. Wiener Gemeindebezirk[1]